# 3679 Кондрузе
3679 Кондрузе (3679 Condruses) — астероїд головного поясу, відкритий 24 лютого 1984 року.
Тіссеранів параметр щодо Юпітера — 3,633.